# Montelíbano
Montelíbano – miasto w Kolumbii, w departamencie Córdoba.